# Ерих Мария Ремарк
Ерих Мария Ремарк (на немски: Erich Maria Remarque, роден като Ерих Паул Ремарк, на немски: Erich Paul Remark) е германски писател, един от най-известните автори на антивоенни романи и част от „изгубеното поколение“[необходимо е уточнение].

## Биография

### Младежки години
Ремарк е роден като Ерих Паул Ремарк на 22 юни 1898 година в Оснабрюк, Северна Германия, в работническо семейство. Баща му Петер Франц Ремарк е книговежец, а майка му Анна Мария Щалкнехт-Ремарк – домакиня. И двамата са с френски корени. В литературната си дейност използва псевдонима Ерих Мария Ремарк. От малък се влюбва в свиренето на пиано и книгите. Първите си литературни опити прави още шестнадесетгодишен – пише няколко есета, стихотворения и началото на роман, бъдещия „Мансардата на бляновете“ (Die Traumbude).
В разгара на Първата световна война Ремарк навършва 18 години и е мобилизиран в армията. На 12 юни 1917 година, след 6-месечно военно обучение, е изпратен на Западния фронт в района на Ам Лангле във Френска Фландрия в състава на Втора гвардейска резервна дивизия, а на 26 юни е прехвърлен в Западна Фландрия в района на Торхаут и Хаутхьолст. Дивизията му се занимава основно с изграждането и укрепването на фронтовата линия, а работата се извършва предимно вечер, за да се избегне снайперистки огън. На 31 юли е ранен от шрапнел в левия крак, дясната ръка и врата и е прехвърлен във военна болница във Франция. Обявен е за годен за военна служба едва няколко дни преди края на войната, но така и не стига отново до фронта.
След края на Първата световна война Ремарк страда от посттравматичен стрес и дълбока депресия. Той трудно преживява смъртта на майка си, която умира от рак на 9-ти септември 1917 г. Също така, трудно приема, че физическите травми от войната преждевременно слагат край на кариерата му на пианист. Ерих довършва обучението си за начален учител и от 1 август 1919 година е начален учител в Лоне, от май 1920 година – в Клайн Берсен, а от август същата година – в Нане, днес част от Оснабрюк. По това време завършва романа „Мансардата на бляновете“, който е публикуван през 1920 година. През същата година напуска училището в Нане, слагайки край на учителската си кариера.
Някъде след това той решава да приеме майчиното си име за бащино и да промени изписването на фамилията си от немското Remark на френското Remarque. Една от основните причини е да почете паметта на майка си, а допълнителни такива са желанието му да се разграничи от първия си роман и да се върне към френските си корени.
През следващите години Ерих Мария Ремарк сменя множество различни професии – библиотекар, търговец, журналист и редактор. През 1924 година написва втория си роман „Гам“, но той не е бил издаден чак до 1998 година (в Германия) – 28 години след смъртта му. Материали за него има в кореспонденцията му с Марлене Дитрих през 1930 година. Първата му платена работа, свързана с писане, е на автор на технически текстове за производителя на автомобилни гуми „Continental“. Като редактор на хановерския рекламен вестник Echo Continental Ремарк пътува из много страни – Италия, Швейцария, България, Турция.

### „На Западния фронт нищо ново“
През 1927 година Ремарк подновява литературната си дейност с романа „Спирка на хоризонта“ (Station am Horizont), който публикува в подлистници в спортното списание Sport im Bild, за което работи. Той е публикуван като отделна книга едва през 1998 година.
За няколко седмици през 1927 година Ремарк създава романа, който ще му донесе световна слава – „На Западния фронт нищо ново“ (Im Westen nichts Neues), но му отнема време да намери издател за книгата. Романът е публикуван през 1929 година и разказва за жестокостите на Първата световна война през погледа на един деветнадесетгодишен войник. Само до края на годината романът е преведен на двадесет и шест езика (също и на български – с три издания), а през 1930 година е екранизиран в Съединените щати. Норвежкият писател Бьорн Бьорнсон поисква официално да се присъди на Ремарк Нобеловата награда.
В Германия обаче срещу писателя се надига враждебна вълна – национал-социалистическите кръгове го обвиняват в „литературно предателство към войника от Световната война“. Въпреки това Ремарк написва продължение на романа – „Обратният път“ (1931, Der Weg zurück). И тази книга е обругана в Германия и тогава писателят се установява в Швейцария, купувайки къща в Порто Ронко.

### В изгнание
През 1933 г. националсоциалистите публично изгарят „На Западния фронт нищо ново“ и „Обратният път“, като публикуват пропаганда, в която се твърди, че писателят помага на френски евреи и че истинската му фамилия е Крамер (Ремарк наобратно), която е еврейска. Също така пускат слухове, че той никога не е участвал във войната. Отнемат на писателя немското гражданство и той отива в Париж, а през 1939 г. емигрира в САЩ. Там се сближава с Лион Фойхтвангер, Бертолт Брехт и актрисата Марлене Дитрих. С Дитрих той преживява бурна и мъчителна романтична връзка. С нейна помощ Ремарк получава американска виза и през 1940 г. се преселва в САЩ, където през 1947 г. получава американско гражданство.

### Последни години
В емиграция Ерих Мария Ремарк създава още десет романа, сред които особена популярност добиват „Трима другари“ (1937), „Триумфалната арка“ (1946 в Германия), „Време да се живее и време да се мре“ (1954), „Черният обелиск“ (1956), „Нощ в Лисабон“ (1962) и посмъртно публикуваният „Сенки в рая“ (1971). Всички тези творби увеличават славата му и го утвърждават като „майстор на лирическия натурализъм“. Книгите му са преведени на 58 езика.
През 1945 г. Ремарк завършва романа си „Триумфалната арка“, а още през февруари 1948 г. на екраните излиза едноименният филм. Същата година се връща в Европа. Разболява се от болестта на Мениер (Мениеров синдром), но страда и от депресия.
През 1958 г. се установява в Швейцария, където живее до смъртта си през 1970 г. Лекарите му поставят и нова диагноза – диабет на черния дроб. Пие много. В дневника си пише, че когато е трезвен, не може да общува с хората, даже и със самия себе си. Умира вследствие аневризма на аортата на 72-годишна възраст в Локарно, но е погребан в гробището на съседното градче Ронко, край брега на езерото Лаго Маджоре, където е погребана и жена му, холивудската актриса Полѐт Годар – бивша съпруга на Чарли Чаплин.
В чест на писателя родният му град Оснабрюк учредява през 1991 г. международната награда за мир „Ерих Мария Ремарк“.